# Rhomphaea procera
Rhomphaea procera là một loài nhện trong họ Theridiidae.
Loài này thuộc chi Rhomphaea. Rhomphaea procera được Octavius Pickard-Cambridge miêu tả năm 1898.